# 川内駅 (宮城県)
川内駅（かわうちえき）は、宮城県仙台市青葉区川内に位置する、仙台市地下鉄東西線の駅。駅番号はT03。副駅名は、「東北大学川内キャンパス前」。

## 歴史
- 2000年（平成12年）10月 - 駅名（仮称）を公表。
- 2009年（平成21年） - 着工。
- 2013年（平成25年）12月24日 - 駅名を正式発表。
- 2015年（平成27年）12月6日 - 開業。

## 駅構造
ホームは地下3階。島式ホームである。

### のりば
| 1 | ■ 東西線 |  | 仙台・荒井方面     |  |
| 2 | ■ 東西線 |  | 八木山動物公園方面 |  |

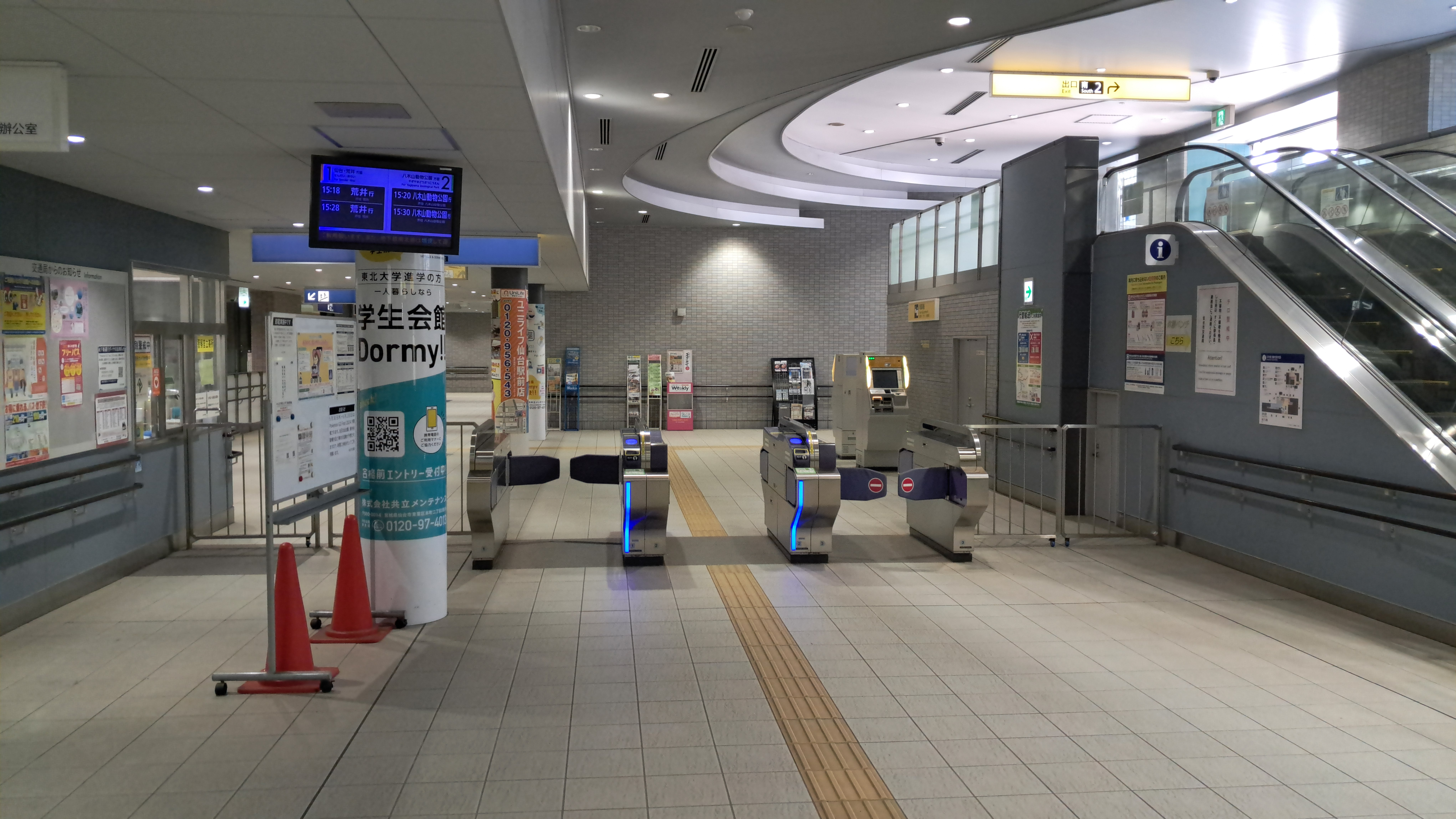
改札口（2024年5月）
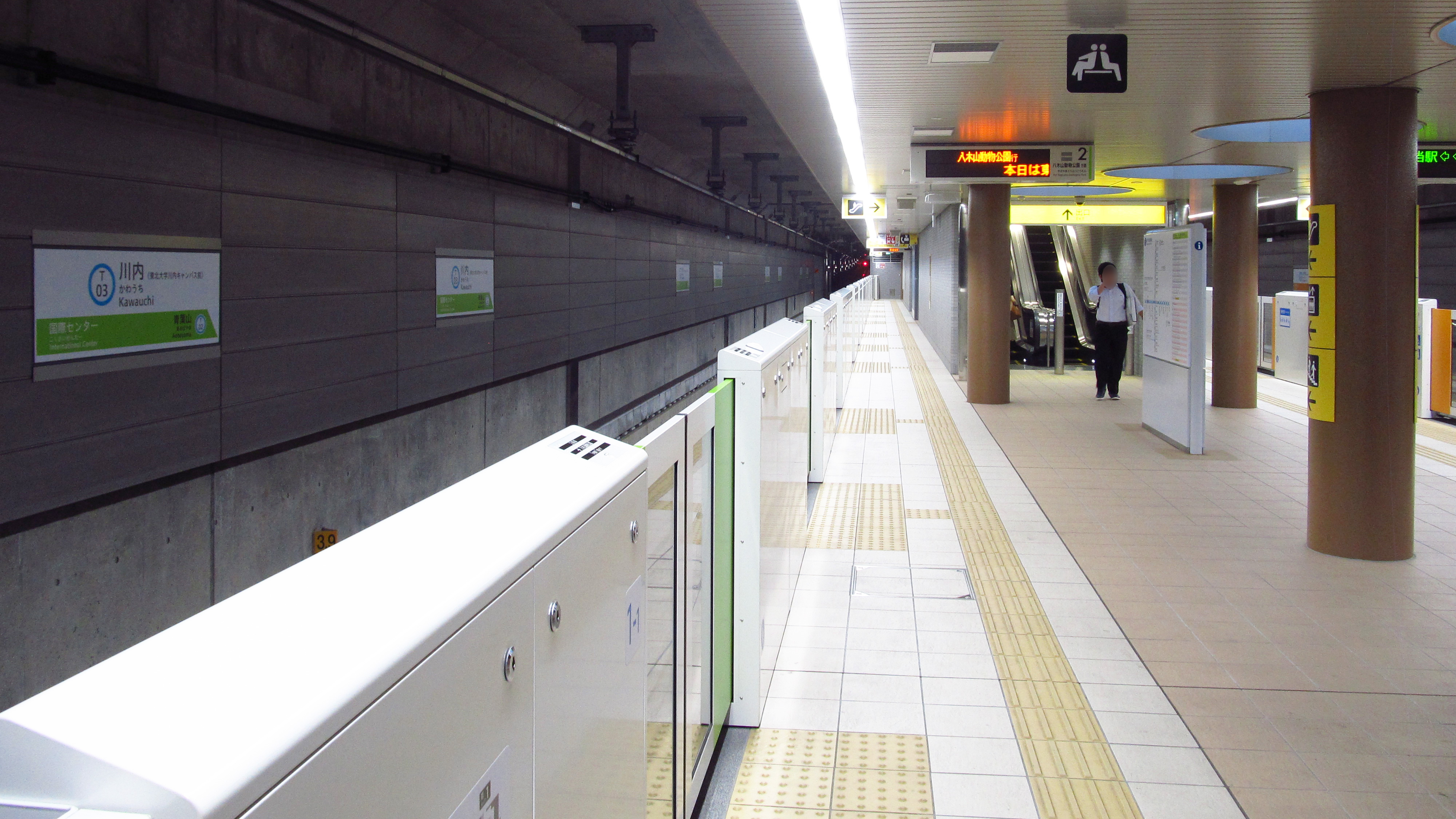
ホーム（2016年7月）
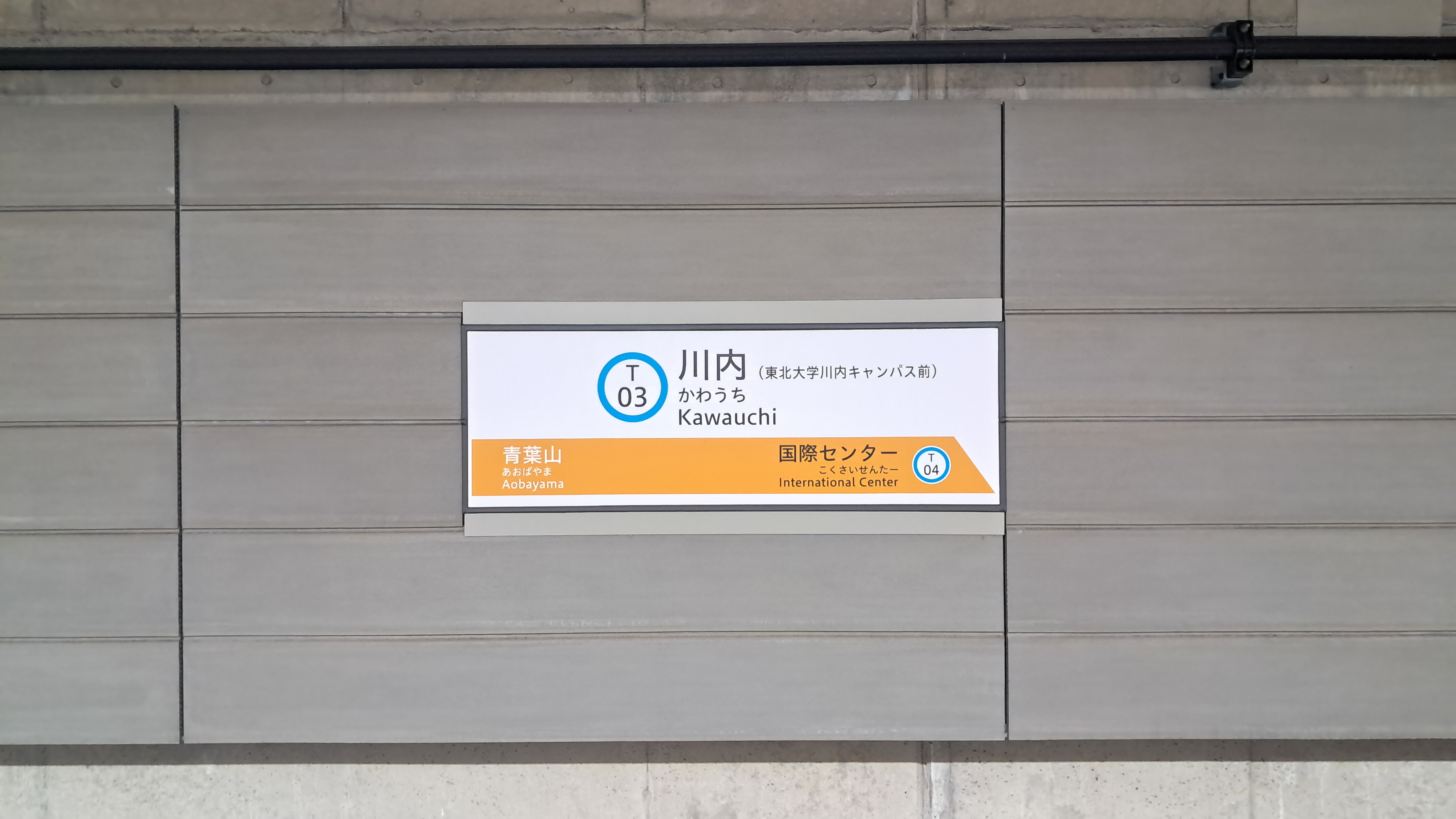
駅名標（2024年5月）

## 出口案内
北1、南1・2の計3ヶ所。
北1出口
- 川内庭球場
- 宮城県美術館
- 亀岡八幡宮
- 川内元支倉
- 川内亀岡町
- 川内山屋敷
- 川内亀岡北裏丁
- 川内三十人町

南1出口
- 東北大学川内キャンパス
  - 国際文化研究所
  - 東北アジア研究センター
  - 高度教養教育・学生支援機構

南2出口
- 東北大学川内キャンパス

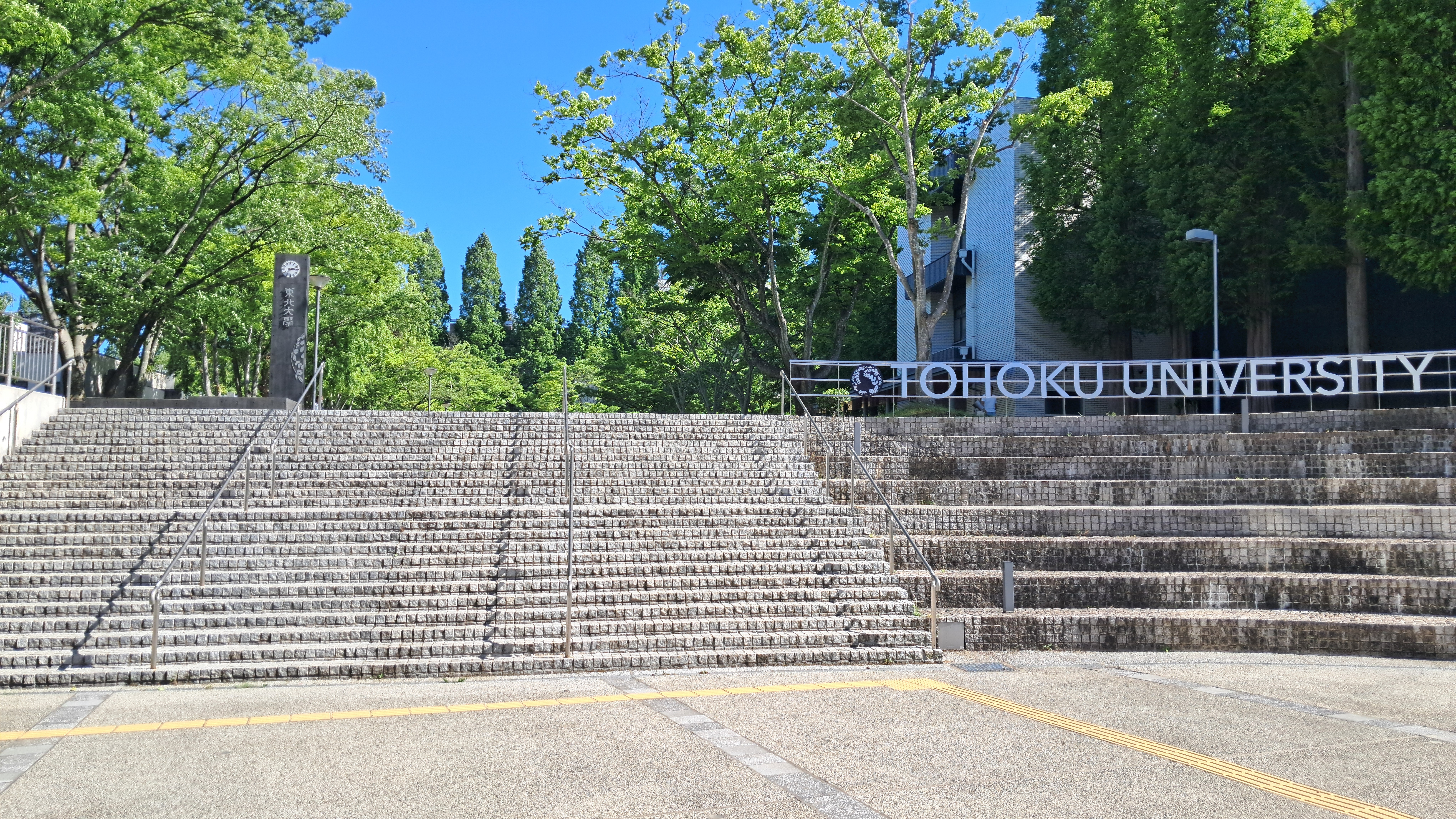
東北大学川内キャンパス

  - マルチメディア教育研究棟（教育情報基盤センター）
  - 講義棟
  - 教育・学生総合支援センター
  - 附属図書館
  - 文学研究科・文学部
  - 教育学研究科・教育学部
  - 法学研究科・法学部
  - 経済学研究科・経済学部
  - 教育情報学研究部・教育部
  - 東北大学百周年記念会館（川内萩ホール）
  - 東北大学植物園

## 利用状況
| 乗車人員推移 | 乗車人員推移     |
| 年度         | 一日平均乗車人員 |
| ------------ | ---------------- |
| 2015         | 2,511            |
| 2016         | 3,056            |
| 2017         | 3,357            |
| 2018         | 3,615            |
| 2019         | 3,478            |
| 2020         | 1,873            |
| 2021         | 2,486            |
| 2022         | 3,162            |
| 2023         | 3,542            |

- 2023年度（令和5年度）
  - 1日平均乗車人数：3,542人[2]>

一日平均乗車人員（単位：人/日）

### 備考
- 開業時の一日平均乗車人員は1,265人を見込んでいた。

## 駅周辺
- 東北大学
  - 川内北キャンパス
  - 川内南キャンパス
- 宮城県美術館
- 宮城県仙台第二高等学校
- 三居沢発電所
- 仙台川内郵便局

## バス路線
北1出口の至近に「川内駅」停留所があり、以下の系統の利用が可能である。
- 仙台市営バス
  - [80][730]  交通公園経由 川内営業所前
  - [739] 角五郎・県庁市役所経由 仙台駅
  - [70] 三条町・輪王寺経由 [地]北仙台駅
  - [71] 交通公園経由 東北福祉大前

以下の系統は、北1出口から北西に170m先の「川内亀岡」停留所、もしくは北1出口から東に210m先の「川内駅」停留所から利用可能である。
- 仙台市営バス
  - [S730][S739] 広瀬通駅経由 仙台駅

## 駅名の由来
駅名は現地の地名「川内」に由来する。青葉山の麓にあるこの地は広瀬川によって北から南東方向まで囲まれるから「川内」と名付けられた。

## 隣の駅
仙台市地下鉄
■東西線
青葉山駅 (T02) - 川内駅 (T03) - 国際センター駅 (T04)